# Amurfalke
Der Amurfalke (Falco amurensis) ist ein kleiner Falke aus der Unterfamilie der Eigentlichen Falken. Er ist nahe mit dem Rotfußfalken (Falco vespertinus) verwandt. Die ostasiatische Art mit dem Kernverbreitungsgebiet am Mittellauf des Amur ist ein extremer Fernzieher, der auf seinem Zug weite Strecken über offenes Meer zurücklegt. Das Winterhalbjahr verbringt die Art im südöstlichen Afrika. Amurfalken brüten vor allem in verlassenen Krähennestern und ernähren sich vornehmlich von Insekten, kleinen Wirbeltieren und Vögeln. Die Art, von der keine Unterarten beschrieben werden, wird von der IUCN als ungefährdet eingestuft.

## Aussehen

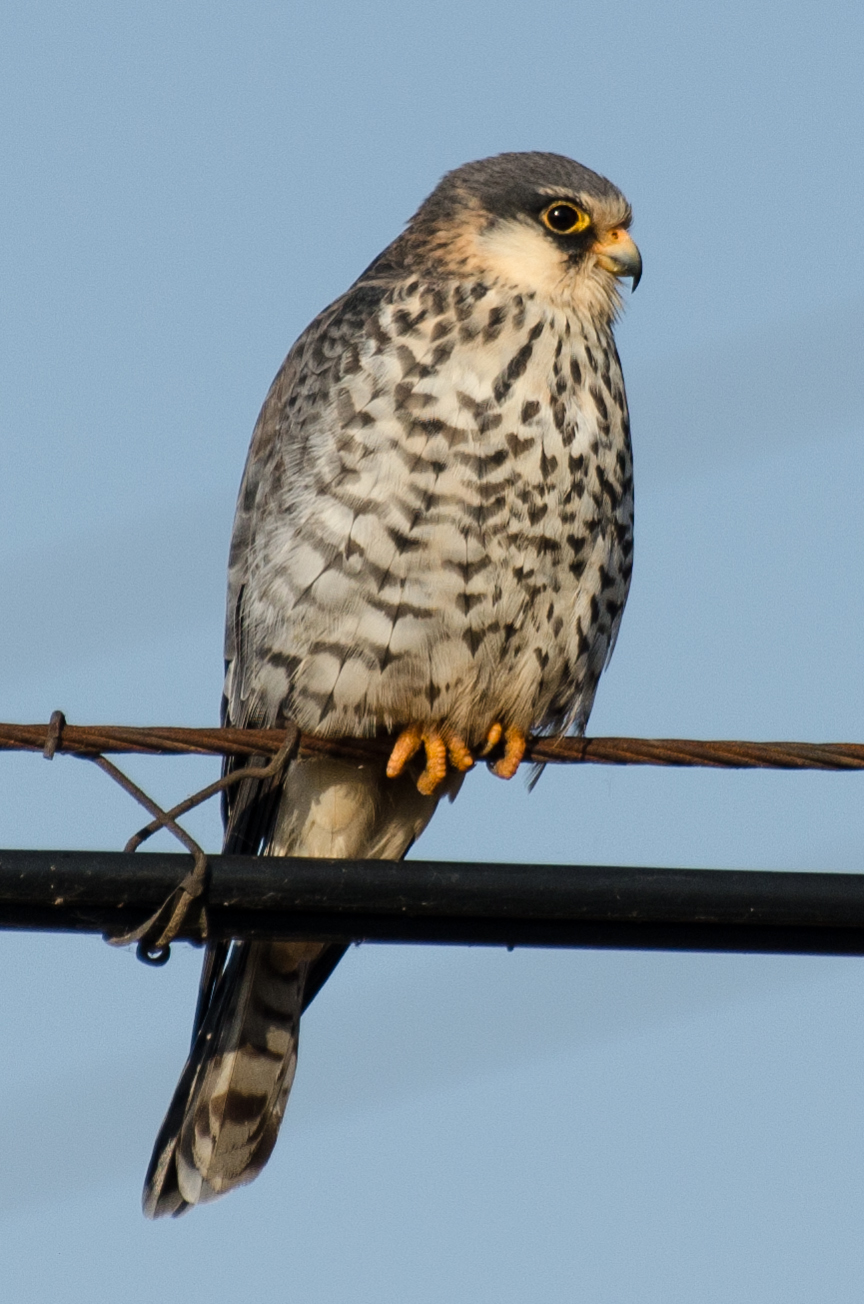
Weiblicher Amurfalke in Nordostchina

Adulte, männliche Amurfalken ähneln im Sitzen sehr erwachsenen Männchen des Rotfußfalken, ihre Färbung ist aber insgesamt ein wenig stumpfer, die einzelnen Farbpartien kontrastieren weniger stark. Die Oberseite ist zeichnungslos dunkel schiefergrau, die Rumpfunterseite hellgrau, deutlich heller als beim Rotfußfalken. Unterbauch, die Unterschwanzdecken sowie die Beine sind rostbraun befiedert. Im Gegensatz zum Rotfußfalken sind die Unterflügeldecken weiß, dieses Merkmal ist im Flug sehr auffallend. Wachshaut und Augenringe sind ziegelrot, die Beine und Zehen hellrot. Die Krallen sind hell.
Die Oberseite adulter Weibchen ist dunkel schiefergrau mit undeutlicher dunklerer Wellenzeichnung. Der Kopf und der Nacken sind schwarzgrau. Die Kehle ist gelblich-weiß, der Hals weiß. Markant ist ein spitz zulaufender schwarzer Bartstreif. Die Wachshaut und die Augenringe sind etwas heller rot als beim Männchen. Die Unterseite ist blass hellbräunlich-orange gefärbt und weist eine deutliche, in Längsreihen angeordnete schwarze Zeichnung auf. Die Unterschwanzdecken, der Unterbauch sowie die Befiederung der Beine sind verwaschen hellorange. Die Beine und Zehen sind wie beim Männchen hellrot. Jungvögel weisen ein recht kontrastarmes hell graubraunes Gefieder auf. Ihre Beine sind gelb, ebenso sind Wachshaut und Augenringe gefärbt.
In Teilen des Brutgebietes sowie in einigen Überwinterungsregionen kommen Amurfalken und Baumfalken gemeinsam vor. Weibliche, erwachsene Amurfalken sind oft nicht leicht von ebensolchen Baumfalken zu unterscheiden. Beim weiblichen Baumfalken sind die hellen Gefiederanteile an Wangen, Hals und Kehle leuchtender und reiner Weiß, die Kopf und Nackenfärbung dagegen ist dunkler, fast schwarz. Das Bauchgefieder ist dunkler rostbraun und deutlich schwarz gezeichnet. Die Beine und Zehen adulter Baumfalkenweibchen sind gelb, dieselbe Farbe weisen Augenringe und die Wachshaut auf. Zusätzlich unterscheidet sich der deutlich größere Baumfalke vom Rotfußfalken auch in der Art des Fluges, der bei ihm viel kraftvoller und geradliniger erscheint.

### Maße und Körpermasse
Amurfalken sind geringfügig kleiner als Rotfußfalken. Ihre Gesamtlänge liegt zwischen 26 und 30 Zentimetern. Die Spannweite variiert zwischen 63 und 71 Zentimetern. Der reverse Geschlechtsdimorphismus ist in Bezug auf die Größe nur marginal, etwas deutlicher unterscheiden sich die Geschlechter hinsichtlich ihres Gewichtes. Weibchen sind bis zu 15 Prozent schwerer als Männchen; die schwersten Weibchen wogen 188, die schwersten Männchen 155 Gramm. Insgesamt variiert das Gewicht je nach Jahreszeit und Ernährungszustand aber beträchtlich.

## Lebensraum

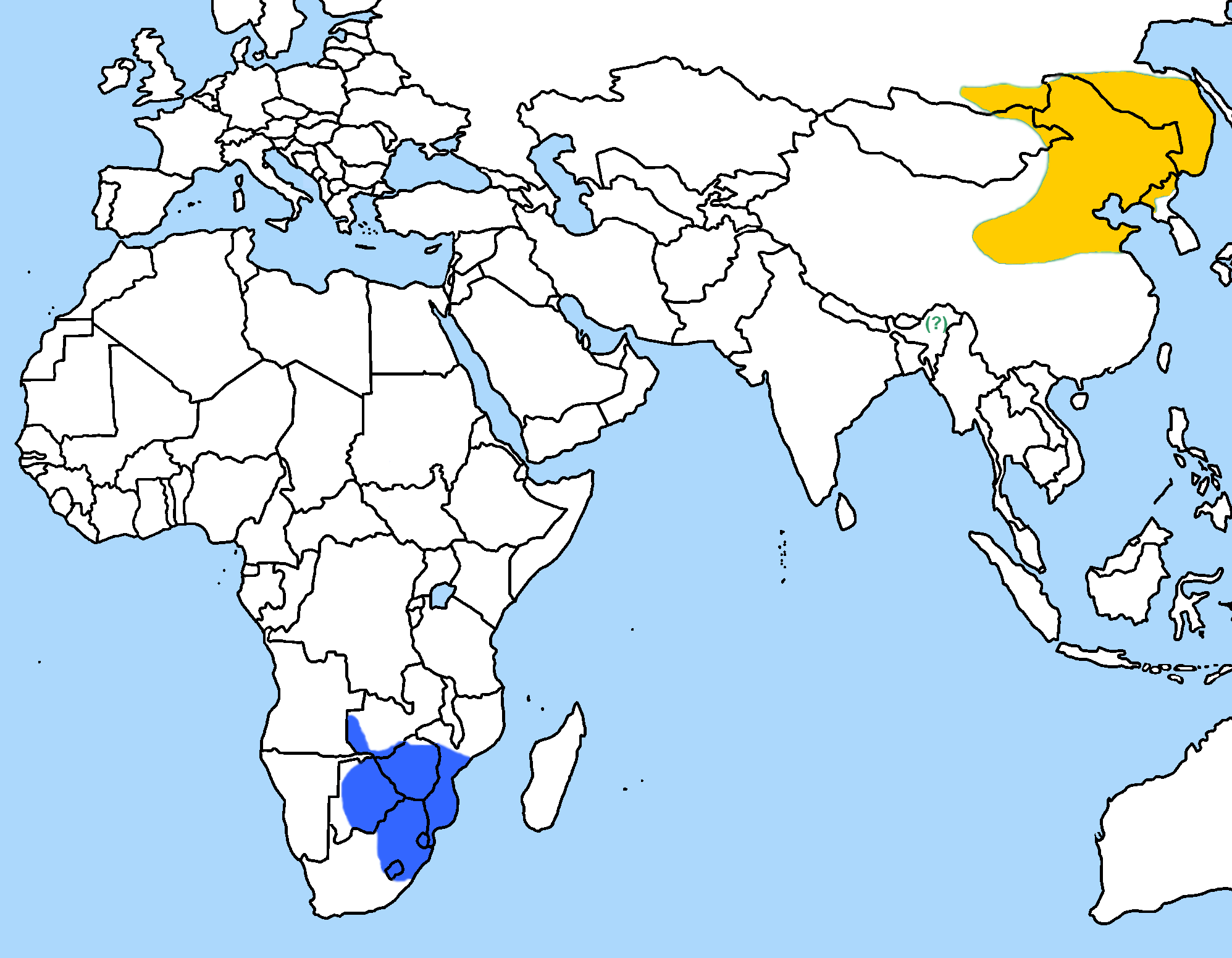
Verbreitung des Amurfalken
orange: Brutgebiete
blau: Überwinterungsgebiete

Der Amurfalke brütet in offenen, locker mit Bäumen bestandenen Landschaften, wobei die Art der Baumzusammensetzung unerheblich zu sein scheint. Bevorzugtes Habitat sind die Baumsteppegebiete südlich des geschlossenen Nadelwaldgürtels der nördlichen Paläarktis; er kommt auch an den Rändern der geschlossenen Wälder und entlang von Flussmarschen und Flusstälern vor. Nicht selten ist er innerhalb der Taiga auf großen Rodungsinseln oder auf von Windbruch oder Brand erzeugten Freiflächen zu finden. Er ist vor allem ein Brutvogel der Niederungen, der nur selten in Höhen über 1000 Metern über NN brütet. In seinen Überwinterungsgebieten ist er in ähnlichen Lebensräumen anzutreffen wie Baumfalke und Rotfußfalke; während dieser Zeit bevorzugt er offenes, mit einzelnen Bäumen bestandenes Grasland, Baum- und Dorngrassavannen, zuweilen auch kultiviertes Farmland.

## Verbreitung
Die Verbreitungsgebiete des Amurfalken schließen östlich an die des Rotfußfalken an, überlappen aber offenbar nicht mit ihnen. Die Brutgebiete von Falco amurensis beginnen östlich des Baikalsees und erstrecken sich bis an den Pazifik. Die Kerngebiete der Verbreitung liegen nördlich und südlich des Amur, in der Nordostmongolei südwärts bis in die chinesischen Provinzen Shaanxi und Anhui und ostwärts bis ins Ussurigebiet. Nach Norden hin begrenzen die Gebirgszüge des Stanowojhochlandes und des Stanowojgebirges die Vorkommen. Südöstlich erreichen die Brutgebiete die nördlichen Landesteile Nordkoreas. Völlig disloziert davon bestanden (bestehen?) Brutvorkommen im Bundesstaat Assam in Nordostindien.

## Nahrung und Nahrungserwerb
Die Nahrungszusammensetzung der Art und ihr Beuteerwerb sind noch nicht ausreichend untersucht, es kann jedoch angenommen werden, dass sie sich nicht wesentlich von der des Rotfußfalken unterscheiden. Altvögel ernähren sich hauptsächlich von Insekten, wie Grillen, Heuschrecken und Käfern. Gelegentlich werden Kleinvögel, kleine Säugetiere wie etwa Rennmäuse oder verschiedene Vertreter der Echten Mäuse, daneben auch Amphibien und kleine Reptilien erbeutet. Die Jungen werden dagegen fast ausschließlich mit Wirbeltieren gefüttert. In den Winterquartieren erbeutet die Art vor allem Termiten, geflügelte Ameisen und Heuschrecken.
Der Amurfalke jagt meist von Ansitzen auf Bäumen, Pfählen, häufig auch von Stromleitungen aus und schlägt seine Beute auf dem Boden. Ebenso sind, von Rüttelphasen unterbrochene, Flugjagden zu beobachten. Hauptaktivitätszeiten sind der frühe Morgen und der späte Nachmittag, gelegentlich jagt er bis in die späte Dämmerung, häufig in kleinen Gruppen, oft gemeinsam mit anderen Arten, wie zum Beispiel dem Dollarvogel (Eurystomus orientalis), einer südostasiatischen und australischen Rackenart.

## Brutbiologie
Über die Brutbiologie dieser Art ist sehr wenig bekannt. Die Art brütet in verlassenen Nestern anderer Vogelarten, vor allem von Krähen (zum Beispiel der östlichen Unterart der Saatkrähe (Corvus frugilegus pastinator)) und von verschiedenen Greifvögeln, gelegentlich auch in Halbhöhlen von Bäumen. Wie der Rotfußfalke ist die Art gesellig, die Brutkolonien sind aber wesentlich kleiner. Häufig brütet der Amurfalke auch solitär.
Das Gelege besteht aus drei bis vier, in Ausnahmefällen aus bis zu sechs Eiern. Die Brutdauer liegt wahrscheinlich zwischen 28 und 30 Tagen. Nach etwa einem Monat sind die Jungen flügge.

## Wanderungen

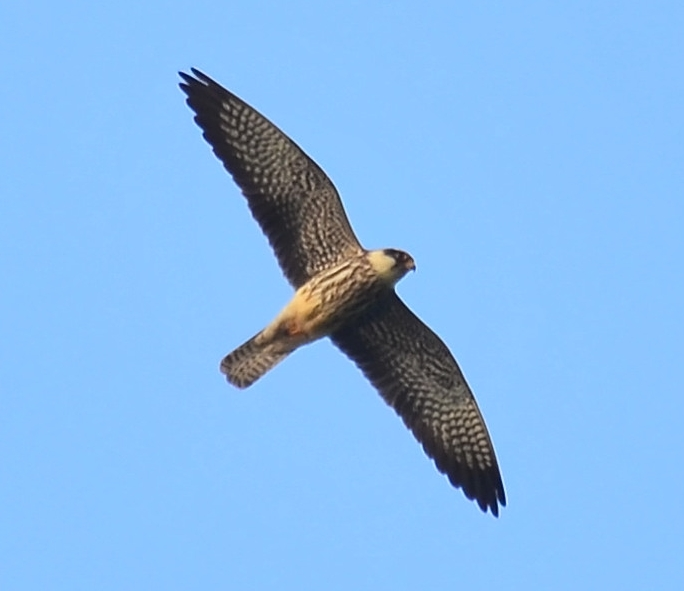
Ziehender weiblicher Amurfalke

Der Amurfalke ist ein obligater Langstreckenzieher, der beim Flug ins Winterquartier Zugdistanzen über 11.000 Kilometer zurücklegt. Mehr als die Hälfte davon fliegt er über offenes Meer. Amurfalken bilden große Zuggemeinschaften, oft werden sie von anderen kleinen Falken oder Racken (zum Beispiel Blauracken (Coracias garrulus)) begleitet. Die Brutgebiete verlässt die Art Ende August bis Mitte September in südwestlicher Richtung. Der Himalaya wird an seinem Ostrand überflogen, noch immer in Höhen bis zu 5000 Metern. Auf dem indischen Subkontinent verengt sich die breite Zugfront, da die meisten Amurfalken dem Verlauf der Landmasse nach Süden folgen und erst sehr weit südlich wieder nach Südwest einschwenken, um den Indischen Ozean zu überqueren. Offenbar werden für den Flug über den offenen Ozean häufig Wetterperioden mit starkem Rückenwind abgewartet, sodass die Strecke in etwa drei Tagen zurückgelegt wird. Afrika erreichen sie meist nördlich ihrer Überwinterungsgebiete. Der Heimzug erfolgt auf der gleichen Route, nur einige wählen eine mehr landgebundene Strecke über Nordostafrika und die Arabische Halbinsel. Gelegentlich scheinen sich Amurfalken dem Wegzug von Rotfußfalken anzuschließen und gelangen dann ins zentrale Mittelmeergebiet. Die Winterquartiere verlässt die Art Ende Februar, die Brutgebiete werden Ende April, Anfang Mai erreicht.
In den Überwinterungsgebieten, die im südöstlichen Afrika liegen, führt der Amurfalke ein nomadisches Leben in großen Gemeinschaften. Er folgt dabei großräumig Heuschreckenschwärmen, Regenfronten und Steppenbränden. Der nordwestliche Bereich seines Überwinterungsgebietes überlappt sich mit dem des Rotfußfalken, doch bilden die beiden Arten meist räumlich und auch artspezifisch strikt getrennte Jagdgruppen.

## Systematik
Der Amurfalke gilt als Schwesterart des Rotfußfalken. Zuvor galt er lange als dessen Unterart Falco vespertinus amurensis Radde, 1863. Deutliche morphologische Unterschiede besonders in der Gefiederfärbung der Weibchen, aber auch biologische Verschiedenheiten führten zur derzeit gültigen taxonomischen Einschätzung. Es werden keine Unterarten beschrieben.

## Bestand und Bedrohung
Genaue Bestandsangaben und Bestandseinschätzungen sind nicht vorhanden. Die IUCN sieht den Bestand dieser Falkenart zurzeit als nicht gefährdet (LC = least concern). Ferguson-Lees schätzt den Gesamtbestand auf jeden Fall über 100.000 Brutpaare. Vor allem südöstlich des Baikalsees und in Teilen der Mongolei scheint der Amurfalke nicht selten zu sein.
Da ein Teil der Gesamtpopulation in agrarisch genutzten Gebieten brütet, ist sie von Habitatzerstörung und Biozideintrag betroffen. In Nagaland werden jährlich tausende Amurfalken auf dem Herbstzug lebend gefangen und zu Nahrungszwecken verkauft. Es laufen jedoch internationale Bestrebungen, dies in Zukunft einzudämmen oder völlig abzustellen. Weiters ist für einen so extremen Langstreckenzieher der Zug selbst mit einem sehr hohen Risiko verbunden; in den Überwinterungsgebieten hat vor allem die intensive Bekämpfung der Heuschreckenschwärme zu einer Verschlechterung der Nahrungsgrundlage geführt.